# Изумрудный город (Подпольная империя)
«Изумрудный город» (англ. «The Emerald City») — десятый эпизод первого сезона телесериала канала HBO «Подпольная империя», премьера которого состоялась 21 ноября 2010 года. Автором сценария стал соисполнительный продюсер Лоуренс Коннер, а режиссёром стал Саймон Келлан Джонс. Название основано на вымышленном Изумрудном городе из книг о стране Оз.
Наки просит Маргарет придерживаться партийной линии; Анджела становится свидетелем жестокой стороны Джимми; Капоне сталкивается с перекрёстком; Ван Алден справляется со своими эмоциями.

## Сюжет
После покушения на Наки, которое закончилось в предыдущем эпизоде, Ричард Хэрроу теперь пребывает в квартире Шрёдер; его лицо со шрамом и оловянная маска пугает детей. Ложь агента Себсо по поводу попытки побега Уинслоу оказалась убедительной для босса Ван Алдена, который даёт Себсо отпуск и предупреждает Ван Алдена, что дальнейшие ошибки разрушат его карьеру. Джимми был освобождён из тюрьмы за отсутствием улик; он возвращается домой и работает над воссоединением с Анджелой. Наки пытается развеять опасения Маргарет по поводу жизни под стражей, обещая ей, что он держит ситуацию под контролем.
В Нью-Йорке Ротштейн встречается с бывшим сотрудником Наки, Микки Дойлом и братьями Д'Алессио. Ротштейн, расчётливый игрок, который ценит силу точной информации, упрекает группу за то, что недостаточно исследовали дворецкого Наки, Эдди, и за стрельбу в невинных гражданских лиц во время атаки. Когда они спрашивают, как они могут всё уладить, Ротштейн отвечает: «Нет лучшего извинения, чем деньги».
На встрече в Чикаго Джонни Торрио становится зол на Аля за то, что прервал деловую встречу юношеской шалостью. Позже в этом эпизоде Аль следует за Торрио в бар-мицва сына сообщника. В синагоге один из молящихся болтает с Алем о значимости церемонии и ответственности работы с мужским достоинством. Аль глубоко тронут церемонией и просит прощения у Торрио, обещая вести себя как взрослый и взять на себя больше ответственности. Торрио даёт ему задание уладить проблемы в пивоварне на их территории.
Когда Дармоди проходят мимо фотостудии на променаде, Томми указывает на фото Роберта Диттриха и его жены Мэри и называет одного из них «целующимся другом» Анджелы, ссылаясь на Мэри. Неправильно понявший Джимми врывается внутрь и избивает Роберта, что побудило слезливую Анджелу пообещать Мэри, что она бросит Джимми и переедет с Томми к ней в Париж.
Маргарет празднует прохождение женского избирательного права, но Наки сразу давит на неё, чтобы она помогла объединить новых женских избирателей в поддержку республиканского кандидата в мэры Эдварда Бадера. Она наконец-то сдаётся и делает зажигательную речь в пользу Бадера, но скисает, когда она видит Наки, шепчущегося с другими могущественными людьми. Маргарет также приглашает Ричарда посидеть, пока она читает своим детям «Путешествие в Страну Оз», и признаётся, что она была немного напугана его обезображиванием. Ричард отвечает, что это потому, что он сам не прошёл мимо, судя по его внешности, он вряд ли может ожидать того же от всех остальных. Он также отмечает ей, что он иногда забывает об изменениях, которые он потерпел, и вспоминает о них, когда смотрит в зеркало.
Между тем, Ван Алден впадает в уныние над его последней неудачей в деле против Наки. Он делает ещё один визит к Маргарет и, используя религиозные и романтические обертоны, требует, чтобы он позволил ей спасти её от проклятия за участие в криминальной жизни Наки. Когда она отказывает ему, он посещает бордель, где пьёт виски и позже занимается энергичным сексом с бывшей любовницей Наки, Люси.
Взволнованный тем, что братья Д'Алессио в скором времени убьют его за некомпетентность, Микки предаёт их, раскрывая заговор разъярённому Наки. Наки вербует своего бутлегера Мелка Уайта, чтобы устроить ложную сделку с Меером Лански, который раньше приходил к Мелку с предложением поработать с Ротштейном вместо Наки. Наки надеется заманить людей Ротштейна в засаду на месте сделки, убив достаточно их людей, чтобы прикрыть захват Ротштейном Атлантик-Сити. Когда Лански и братья Д'Алессио встречаются с Мелком, чтобы организовать сделку, один из них упоминает его Packard, деталь, которую они могли узнать лишь увидев его, когда они линчевали водители Мелка, в начале вражды. Мелок берёт их в плен. Этим вечер на складе Мелка, Наки опознаёт одного из братьев как несостоявшегося убийцу; Джимми стреляет ему в голову. Оставшийся Д'Алессио обещает Мелку, что его уцелевшие братья будут линчевать его; Мелок душит его голыми руками. Видя, что первоначальный план разрушен, Наки освобождает Лански, чтобы он пошёл и сказал Ротштейну, что произошло.
Наки возвращается домой к Маргарет, обвиняя себя за то, что поздно вернулся встречу предвыборной стратегии. Эпизод заканчивается с Маргарет, которая смотрит в зеркало, созерцая решения, которые она приняла.

## Реакция

### Реакция критиков
IGN дал эпизоду оценку 8.5, назвав его "великим", и сказал: "'Я никого не контролирую, Маргарет,' - говорит Наки, 'Я скорее инспектор.' Если "Изумрудный город" является каким-либо намёком, как Наки наблюдает и участвует в событиях заключительных двух эпизодов первого сезона, это привлечёт больше изменений и больше стратегического кровопролития." The A.V. Club дал эпизоду оценку "B", описав его: "За первые девять эпизодов «Подпольной империи», мы получали большое введение и предысторию и много исследований мира 1920-х гг., но только немного движения вперёд было показано в первом эпизоде. Да, мы видели, как Маргарет расцветала от жестокого иммигрантского крестьянина к всё более уверенному политическому игроку, и Джимми, идущего путь от мелкого воришки до проницательного гангстера, и мы видели как в целый ряд людей стреляют. Но мы начали это приключение с Наки Томпсона, Арнольда Ротштейна и агентов правительства Соединённых Штатов, всех в разногласиях по поводу будущего алкогольного бизнеса, и с тех пор их соответствующие преимущества практически не изменились. И не хочу быть паникёром, но после сегодняшнего "Изумрудного города" остаётся лишь два последних эпизода первого сезона."

### Рейтинги
"Изумрудный город" посмотрели 3.049 миллионов зрителей.